# جیمز مک‌میلان
جیمز مک‌میلان (به انگلیسی: James McMillan) سناتور سابق عضو حزب جمهوری‌خواه ایالات متحده آمریکا بود. وی در سال ۱۸۸۹ تا ۱۹۰۲ میلادی سناتور ایالت میشیگان در سنای ایالات متحده آمریکا بود.